# Zugot
1. Zugot
2. Tannaim
3. Amoraim
4. Savoraim
5. Gaonim
6. Rishonim
7. Acharonim

Zugot (ebraico: תְּקוּפָת)  הַזוּגוֹת) - (təqūphāth) hazZūghôth) si riferisce al periodo del Secondo Tempio (515 a.C. - 70 d.C.), in cui la guida spirituale del popolo ebraico era nelle mani di cinque generazioni successive di zugot ("paia") di insegnanti religiosi.

## Origini del nome
In ebraico, la parola "zugot" indica il plurale di due oggetti identici (in italiano: "paia").  Il nome fu dato a due insegnanti della Legge ebraica in ogni successiva generazione di quel periodo. Secondo la tradizione due di loro erano sempre a capo dello Sanhedrin: uno come presidente ("nasi") e l'altro come vicepresidente o padre del tribunale ("Av beit din" - ebraico:אב בית דין, "Capo del Tribunale").
Il termine "Zugot" indica 5 paia di studiosi giuristi che dirigevano il Tribunale Supremo Beit Din HaGadol dal 142 a.e.v., quando il secondo stato della Giudea fu stabilito come stato indipendente alla fine della reggenza di Hillel il Vecchio, nel 40 a.e.v. circa. In seguito le posizioni di Giudice Capo Nasi e Vicepresidente Av Beit Din rimasero ma non più assegnate come Zugot.